# Červená Voda (powiat Sabinov)
Červená Voda – wieś (obec) na Słowacji, w kraju preszowskim w powiecie Sabinov. Miejscowość została ustanowiona w roku 1956.
Według danych z dnia 31 grudnia 2010 wieś zamieszkiwało 480 osób, w tym 235 kobiet i 245 mężczyzn.
W 2001 roku względem narodowości i przynależności etnicznej 99,78% populacji stanowili Słowacy, a 0,22% Rusini. 70,00% spośród mieszkańców wyznawało grekokatolicyzm, 27,83% rzymskokatolicyzm, 0,22% prawosławie, a 1,09% nie wyznawało żadnej religii. We wsi znajdowało się 117 domostw.